# Iglesia de Santa Catalina (Andollu)
La iglesia de Santa Catalina es un templo situado en el concejo de Andollu, en el municipio alavés de Vitoria.

## Descripción
Se menciona como iglesia parroquial del lugar en el Diccionario geográfico-estadístico-histórico de España y sus posesiones de Ultramar de Pascual Madoz, donde se asegura que, a mediados del siglo XIX, estaba «servida por un beneficiado que presentaba con título de capellan, y pagaba su dotacion». Décadas después, ya en el siglo XX, Vicente Vera y López vuelve a reseñarla en el tomo de la Geografía general del País Vasco-Navarro dedicado a Álava, en el que se describe como «dedicada á Santa Catalina, parroquia rural de segunda clase» y perteneciente al arciprestazgo de Armentia. Durante algún tiempo, ejerció patronato sobre ella el monasterio de Quejana, que se encargaba de cobrar las rentas eclesiásticas y pagaba al capellán que la servía.
Los registros sacramentales de bautismos, matrimonios y decesos generados por la parroquia de Santa Catalina desde el siglo XV hasta el final del XIX se conservan con los del resto de iglesias de la provincia en el Archivo Histórico Diocesano de Vitoria, donde pueden consultarse.